# Cerkiew św. Mikołaja Cudotwórcy w Wielkich Oczach
Cerkiew św. Mikołaja w Wielkich Oczach – była cerkiew greckokatolicka wzniesiona w 1925, po 1947 i akcji „Wisła” pozbawiona funkcji sakralnej i zaadaptowana na magazyn. Obecnie jest własnością Skarbu Państwa, stoi pusta i pozbawiona wyposażenia.
Cerkiew jest przykładem późnej fazy rozwoju architektury cerkiewnej i włączona została do Szlaku Architektury Drewnianej.

## Historia
Pierwsza cerkiew unicka w Wielkich Oczach została wzniesiona w 1654 przez ówczesnego właściciela wsi Mojżesza Mohyłę na potrzeby wiernych z Wielkich Oczu i sąsiadującego Skolina. Została ona zastąpiona w 1820 nową świątynią, w 1913 remontowaną, zaś w 1915 zniszczoną przez niemiecką artylerię razem z większości zabudowy rynku we wsi. Budowa kolejnej cerkwi, która miała służyć ok. 600 grekokatolikom, została sfinansowana przez parafian i rozpoczęta w 1924. Projekt obiektu wykonał Jan Sas-Zubrzycki, pracami kierował Eustachy Seredyński. W rok później, 19 sierpnia 1925, ks. Daniel Kotis uroczyście poświęcił gotowy budynek. Razem z cerkwią wzniesiona została wolnostojąca dzwonnica, również na miejscu wcześniejszej, zniszczonej w 1915. Znajdował się na niej jeden dzwon o nazwie Symeon.

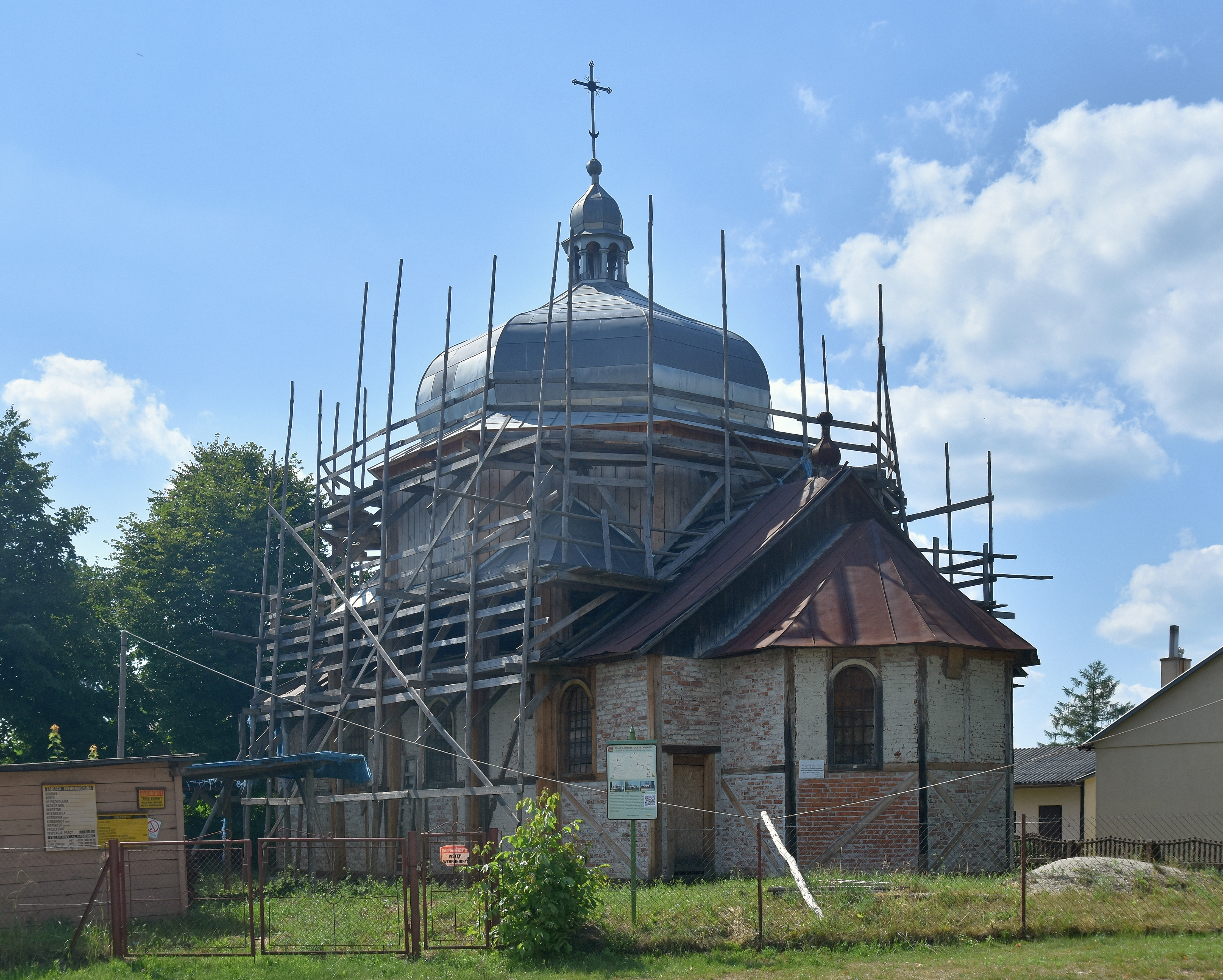
2019
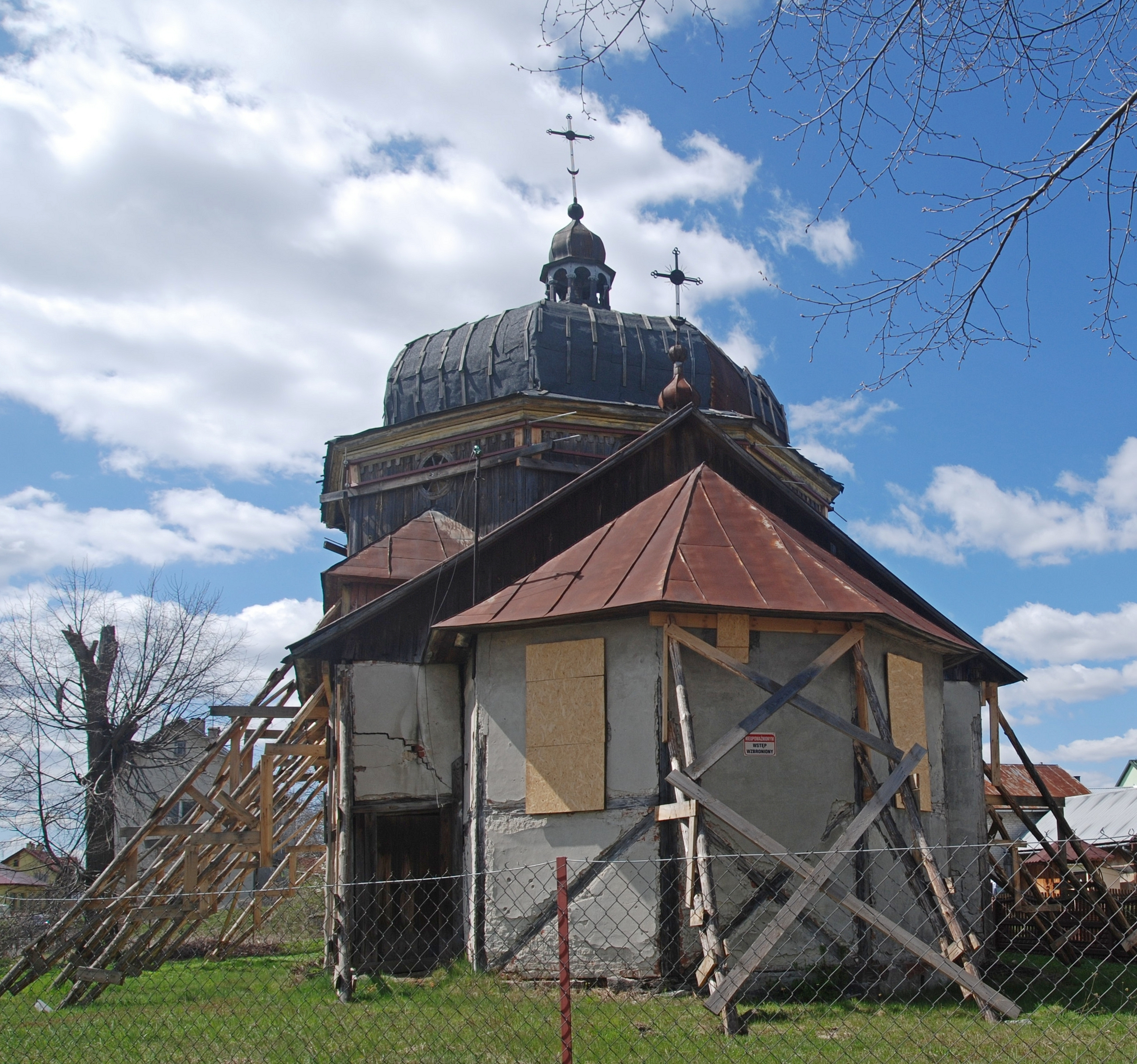
2015
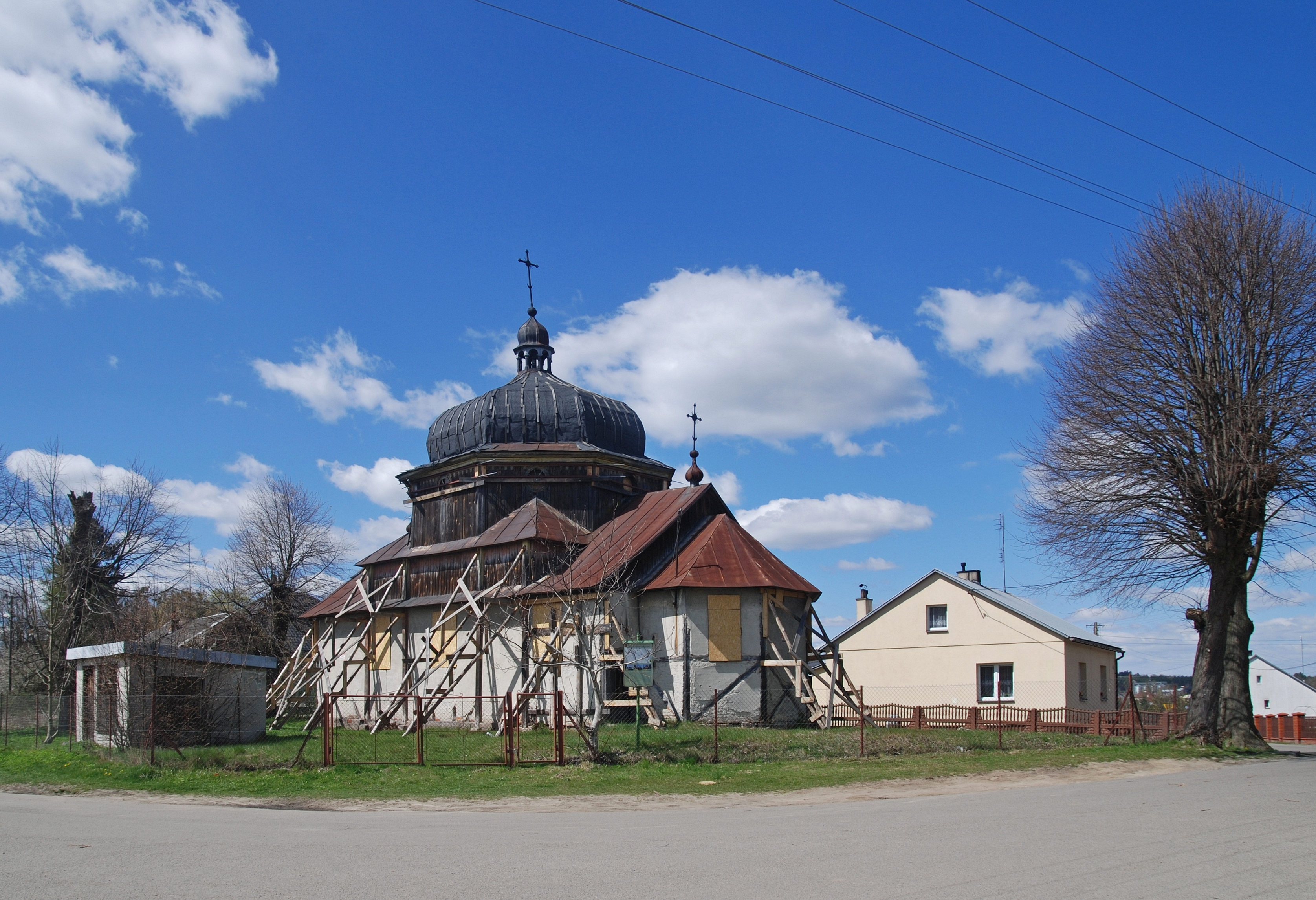
2015

Cerkiew w 1937 wymagała remontu, który ponownie sfinansowali parafianie. Świątynia została przebudowana, jej bryła wydłużona, wzmocniono ściany podtrzymujące kopułę i podbito blachą drewniany dach. W czasie II wojny światowej cerkiew nie została w żaden sposób uszkodzona, dopiero po wysiedleniu Ukraińców w czasie Akcji „Wisła” w 1947 roku została przejęta przez Gminną Spółdzielnię "Samopomoc Chłopska" w Lubaczowie na magazyn artykułów spożywczych i elektrotechnicznych. Pełniła tę funkcję do 1989, tracąc całe zabytkowe wyposażenie. Około 1955 roku rozebrano dzwonnicę. Dopiero po upadku PRL zostały w 1990 na jej terenie wykonane podstawowe prace konserwatorskie, symbolicznie odprawiono w niej nabożeństwo. 
W latach następnych obiekt nieużytkowany znajdował się w bardzo złym stanie technicznym. Rozpadanie się tamburu i stan zniszczenia kopuły (wyrwana blacha) spowodowały podjęcie prac zabezpieczających, które wykonano w 2011.

## Architektura
Cerkiew w Wielkich Oczach jest jedyną podkarpacką cerkwią wzniesioną w konstrukcji szachulcowej z wypełnieniem na podmurówce z cegły i betonu. Świątynia jest zbudowana na planie prostokąta, tradycyjnie orientowana, z jedną nawą wyższą od prezbiterium oraz wydzielonym babińcem, również niższym od nawy. Wejście do cerkwi wiedzie przez trójboczny przedsionek. Podłoga, dach i daszek okapowy cerkwi są wykonane z drewna, ściany – częściowo otynkowane. Cerkiew posiada jedną kopułę z neorenesansowym hełmem z okrągłymi oknami, inne okna w obiekcie mają kształt półkolisty. Obiekt był skromnie dekorowany, malowany wewnątrz na kolory niebieski, żółty i czerwony, obecnie dekoracja ta zachowała się śladowo.

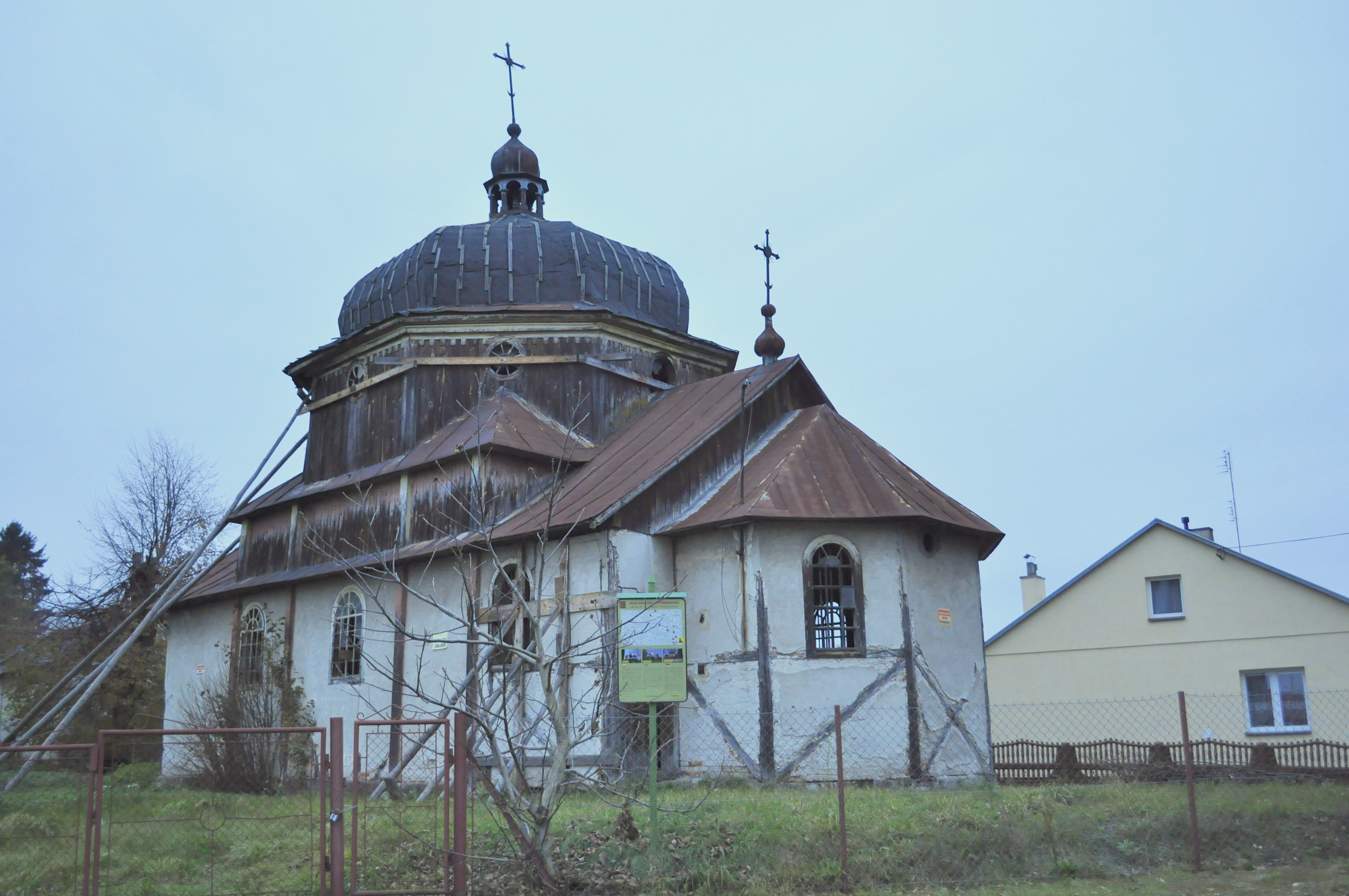
2012
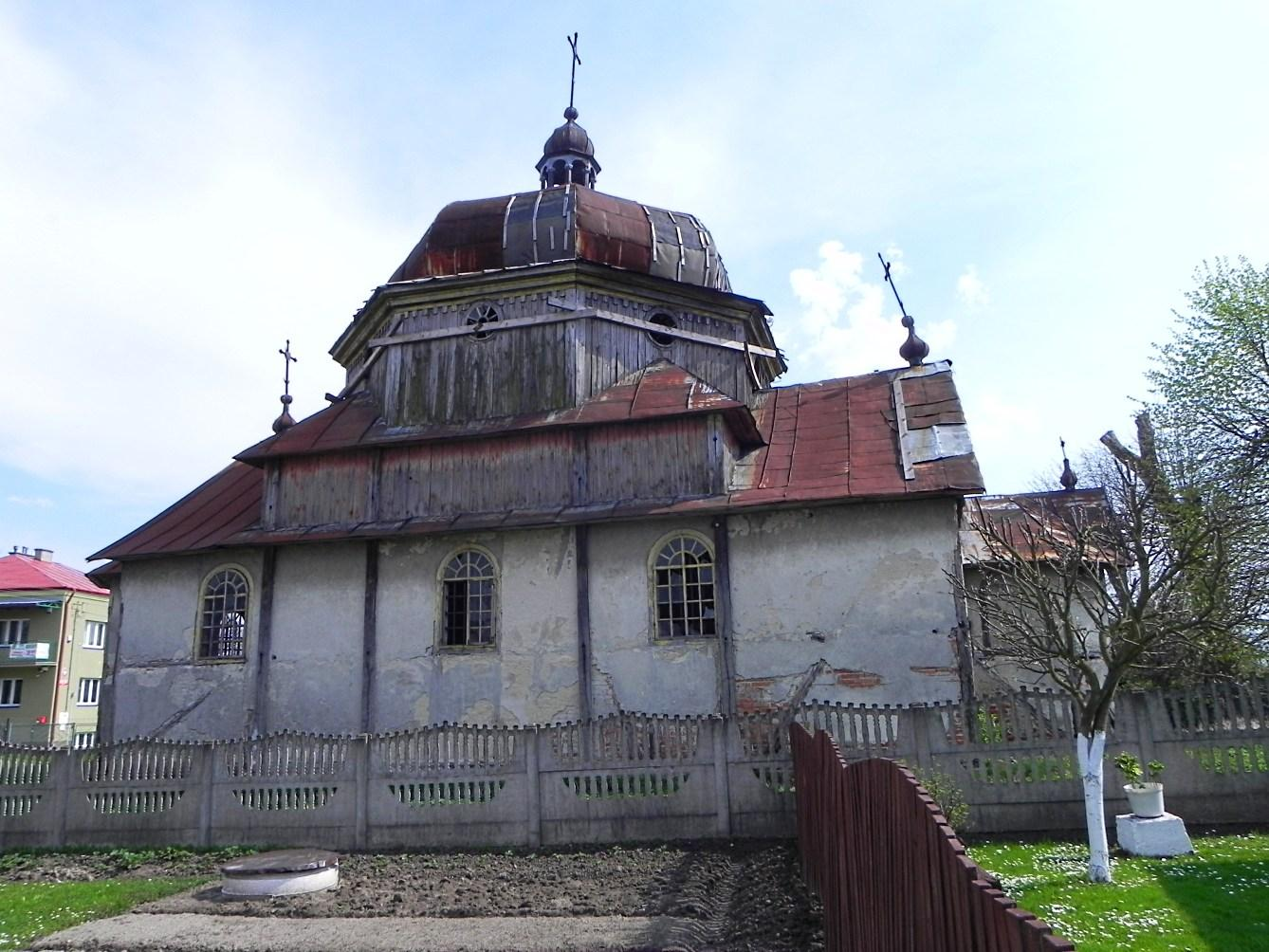
2011
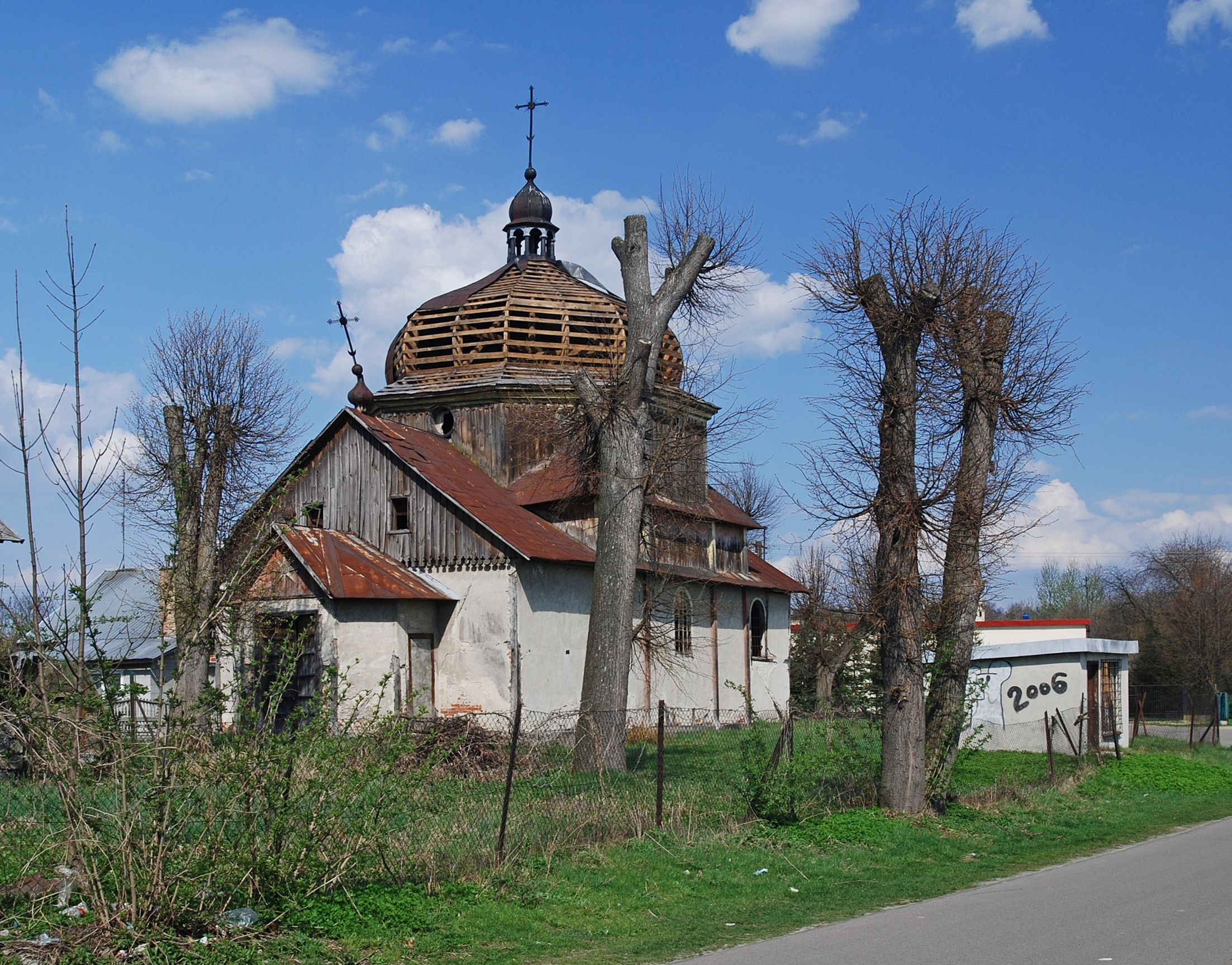
2008